# Danse macabre (Baudelaire)
Pour les articles homonymes, voir Danse macabre (homonymie).

Danse macabre est un poème de Charles Baudelaire publié dans la section Tableaux parisiens des Fleurs du mal. Il est dédié au sculpteur Ernest Christophe. Ce poème révèle l’obsession de Baudelaire pour la mort. Il s’agit d’un poème assez long. Il comporte 15 quatrains. Le poème alterne descriptions et portraits de personnages vivants, que l’on peut considérer comme futurs morts. On trouve dans le poème des allusions à la danse, le mot « bal » par exemple au v.5. Les termes « humaine armature » renvoient au squelette. Dans ce poème, il transforme la femme en cadavre, en squelette plus exactement. De plus, il affirme dans tout le poème que les hommes sont mortels car la mort les retrouve pour les emporter. La femme est utilisée comme une allégorie de la mort. Baudelaire se moque de l’homme et trouve l’humanité risible. La danse avec le Bayadère montre une influence antique, d’où la dimension interculturelle du poème (présente aussi dans d’autres poèmes du recueil). Baudelaire pense aussi aux statues d’écorchés ou de transis qu’il a déjà eu l’occasion d’admirer. Ce poème peut faire penser aux Vanités. Il est indéniable qu’on y trouve le memento mori propre à donner une leçon à tous les hommes. Cette danse macabre célébrée par la poésie s’insère parfaitement dans un recueil qui aborde tous les aspects de l’existence, sans mentir sur la laideur et la trivialité. Le poète veut exorciser sa peur en la communiquant aux autres.  

## Situation
Il s'agit du douzième poème de la section "Tableaux parisiens". Notons bien sûr le lien entre le titre de ce poème et celui de Le Squelette laboureur.

## Forme
Le poème est composé de quinze strophes d'alexandrins (douze syllabes). Les rimes sont alternées.